# Heradi Rashidi
Heradi Rashidi, född 24 juli 1994 i Gbadolite, Zaire, är en svensk fotbollsspelare. Rashidi har även spelat för Nacka Juniors FF i Svenska Futsalligan. Hans bror, Dida Rashidi, har spelat för bland annat Halmstads BK i Superettan.

## Karriär

### Tidiga år
Rashidi är född i Zaire (numera Kongo-Kinshasa), och kom till Sverige som tioåring. Rashidi började spela fotboll i Djurgårdens IF och representerade även IFK Stockholm och IFK Aspudden-Tellus innan han som 15-åring gick till IF Brommapojkarna.

### Akropolis IF
Inför säsongen 2014 värvades Rashidi av division 2-klubben Akropolis IF. Rashidi tävlingsdebuterade för klubben den 12 april 2014 i en 3–0-vinst mot Karlbergs BK, där han även gjorde ett mål. Rashidi spelade totalt 24 ligamatcher och gjorde 12 mål. Rashidi spelade även en match i Svenska cupen mot Västerås SK (2–1-förlust), där han gjorde Akropolis mål.

### Södertälje FK
Rashidi fick inte förlängt kontrakt med Akropolis och gick inför säsongen 2015 till Södertälje FK. Rashidi tävlingsdebuterade för klubben den 11 april 2015 mot i en 5–2-förlust mot Piteå IF, där han även gjorde ett mål. Rashidi spelade samtliga 26 matcher i Division 1 Norra 2015 och gjorde 11 mål, vilket gav honom en delad fjärdeplats i skytteligan. Han spelade även en match i Svenska cupen mot FC Gute (5–0-förlust).

### Dalkurd FF

#### Säsongen 2016
I oktober 2015 värvades Rashidi av Dalkurd FF, där han skrev på ett treårskontrakt. Rashidi debuterade i Superettan den 3 april 2016 i en 2–1-förlust mot Assyriska FF, där han byttes in i halvlek mot Predrag Ranđelović. Säsongen 2016 spelade han totalt 12 ligamatcher, varav fyra från start för Dalkurd.

#### Syrianska FC (lån)
I juli 2016 lånades Rashidi ut till Syrianska FC för resten av säsongen. Han tävlingsdebuterade för klubben den 23 juli 2016 i en 2–2-match mot IK Frej. Rashidi gjorde sitt första mål för Syrianska den 2 oktober 2016 i en 1–1-match mot Halmstads BK. Totalt spelade han 14 ligamatcher och gjorde två mål då Syrianska slutade på kvalplats. Rashidi spelade även bägge kvalmatcherna mot Vasalunds IF som Syrianska sammanlagt vann med 5–1 och höll sig kvar i Superettan.

#### Säsongen 2017
Inför säsongen 2017 återvände Rashidi till Dalkurd. Han spelade samtliga tre matcher i gruppspelet av Svenska cupen 2016/2017 och gjorde även ett mål i matchen mot Kristianstad FC. Rashidi spelade totalt 29 matcher och gjorde tre mål i Superettan 2017, då klubben för första gången kvalificerade sig för Allsvenskan. Han spelade under hösten 2017 ytterligare en match i Svenska cupen, en 3–1-vinst över sin ungdomsklubb IFK Aspudden-Tellus.

#### Säsongen 2018
Rashidi började säsongen 2018 med att återigen spela Dalkurds samtliga tre matcher i gruppspelet av Svenska cupen. Rashidi gjorde sin allsvenska debut den 2 april 2018 i en 2–0-förlust mot AIK, där han blev inbytt i halvlek mot Alex DeJohn. Totat spelade han fem allsvenska matcher för Dalkurd.

### AIK
Den 4 juli 2018 värvades Rashidi av AIK, där han skrev på ett 2,5-årskontrakt.
15 juli 2018 gjorde Rashidi sin debut och matchens enda mål för AIK mot GIF Sundsvall.

### Ararat-Armenia
I januari 2021 värvades Rashidi av Ararat-Armenia.

### IF Brommapojkarna
I februari 2022 återvände Rashidi till IF Brommapojkarna, där han tidigare spelat som ungdomsspelare.

### Mjällby AIF
I juli 2022 värvades Rashidi av Mjällby AIF, där han skrev på ett kontrakt som gäller resten av säsongen 2022.